# 코스타스 미트로글루
코스타스 미트로글루(그리스어: Κώστας Μήτρογλου, 1988년 3월 12일 ~ )는 그리스의 전 축구 선수이다. 과거 그리스 축구 국가대표팀에서 스트라이커로 활약하였다.